# زلفو دميرباغ
زُلْفُ دَميرباغ (بالتركية: Zülfü Demirbağ)‏, (ولد: 13 فبراير 1956, «بالو» في معمورة العزيز, تركيا) سياسي تركي. ونائب سابق في البرلمان التركي لأكثر من دورة ممثلا عن حزب العدالة والتنمية.